# Diospyros barteri
Espèce
Synonymes
- Diospyros barteri Hiern Hiern (préféré par UICN)[2]
- Diospyros hirta Gürke ex Hutch. & Dalziel[1] [2]

Statut de conservation UICN

 VU A1c : Vulnérable
Diospyros barteri est une espèce de plantes à fleurs du genre Diospyros de la famille des Ebenaceae, présente en Afrique tropicale au Ghana et au Nigeria.

## Étymologie
Son épithète spécifique barteri rend hommage au botaniste britannique Charles Barter, des Jardins botaniques royaux de Kew.